# Nanodectes brachyurus
Nanodectes brachyurus is een rechtvleugelig insect uit de familie sabelsprinkhanen (Tettigoniidae). De wetenschappelijke naam van deze soort is voor het eerst geldig gepubliceerd in 1985 door Rentz.